# Gabriel Erici Holstenius
Gabriel Erici Holstenius, född 17 januari 1632 i Stora Skedvi församling, död 30 mars 1700 i Hedemora församling, var en svensk präst.

## Biografi
Gabriel Holstenius föddes 1632 i Stora Skedvi socken. Han var son till kyrkoherden i församlingen. Holstenius blev 1649 student vid Uppsala universitet. Han blev 1684 kyrkoherde i Mora församling och 1693 kyrkoherde i Hedemora församling. Holstenius avled 1700.

### Familj
Holstenius gifte sig första gången 18 januari 1672 med Maria Jernstedt (död 1672), dotter till rådmannen Jacob Hindersson i Västerås.
Holstenius gifte sig andra gången 8 januari 1674 med Anna Christina Skragge (född 1657), dotter till kyrkoherden Elof Skragge i Hedemora församling. De fick tillsammans barnen professorn Elof Holstenius, provinsialläkaren Gabriel Holstenius i Västmanland, soldaten Samuel Holstenius (död 1705) och Erik Holstenius.